# Double Up (Ma$e)
Double Up è il secondo album del rapper statunitense Ma$e, pubblicato nel 1999 dalla Bad Boy. Certificato disco d'oro dalla RIAA, il prodotto è considerato un fallimento e a pochi mesi dalla sua uscita, l'artista decide di concludere la propria carriera musicale. Double Up doveva essere il suo ultimo album prima del ritorno nel 2004 con Welcome Back.

## Descrizione
| Recensione           | Giudizio |
| -------------------- | -------- |
| AllMusic             | [ 1 ]    |
| Rolling Stone        | [ 4 ]    |
| Robert Christgau     | flop     |
| Entertainment Weekly | B+       |

Ma$e mantiene testi materialistici e approccio al pop anche per il suo secondo album, condizionato da temi prevedibilmente banali e talvolta misogini: Double Up non replica il successo di vendite ottenuto dal precedente – la RIAA lo certifica disco d'oro a un mese dall'uscita – e la critica accoglie il lavoro con recensioni miste.
Il rapper newyorkese cerca di prendere le distanze dal suo ex mentore Puff Daddy e in seguito al fallimento del disco, annuncia il proprio ritiro dalla scena musicale.

## Tracce
| #  | Titolo                    | Produttore                              | Featuring                     | Durata |
| -- | ------------------------- | --------------------------------------- | ----------------------------- | ------ |
| 1  | "Puff Daddy (Intro)"      | Mario Winans for The Hitmen             |                               | 0:59   |
| 2  | "Stay Out of My Way"      | Ron "Amen-Ra" Lawrence for The Hitmen   | Total                         | 3:49   |
| 3  | "Get Ready"               | Andreao "Fanatic" Heard"                | Blackstreet                   | 4:20   |
| 4  | "Make Me Cry"             | Harve "Joe Hooker" Pierre               |                               | 4:14   |
| 5  | "Awards Show (Interlude)" | Ma$e                                    |                               | 1:48   |
| 6  | "Same Niggas"             | Nashiem Myrick for The Hitmen           |                               | 5:19   |
| 7  | "No Matter What"          | Daven "Prestige" Vanderpool             |                               | 3:57   |
| 8  | "If You Want to Party"    | Daven "Prestige" Vanderpool             |                               | 4:05   |
| 9  | "Jail Visit (Interlude)"  | Mase                                    |                               | 2:04   |
| 10 | "Fuck Me, Fuck You"       | Deric "D-Dot" Angelettie for The Hitmen | Mysonne                       | 4:14   |
| 11 | "Do It Again"             | Daven "Prestige" Vanderpool             | Puff Daddy                    | 3:21   |
| 12 | "Another Story to Tell"   | Buckwild                                |                               | 3:07   |
| 13 | "Blood is Thicker"        | Righteous Funk Boogie                   |                               | 5:45   |
| 14 | "You Ain't Smart"         | Nashiem Myrick for The Hitmen           |                               | 4:08   |
| 15 | "All I Ever Wanted"       | Nashiem Myrick for The Hitmen           |                               | 4:02   |
| 16 | "Mad Rapper (Interlude)"  | Deric "D-Dot" Angelettie for The Hitmen |                               | 0:35   |
| 17 | "From Scratch"            | Mario Winans for The Hitmen             | Harlem World, Mysonne & Shyne | 4:36   |
| 18 | "Gettin' It"              | Robert "Shim" Kirkland                  | Funkmaster Flex               | 3:52   |

## Classifiche

### Classifiche settimanali
| Classifica (1999)         | Posizione massima |
| ------------------------- | ----------------- |
| Australia                 | 35                |
| Canada                    | 17                |
| Germania                  | 43                |
| Paesi Bassi               | 82                |
| Regno Unito               | 47                |
| Stati Uniti               | 11                |
| US Top R&B/Hip-Hop Albums | 2                 |

### Classifiche di fine anno
| Classifica (1999)      | Posizione massima |
| ---------------------- | ----------------- |
| Top R&B/Hip-Hop Albums | 95                |